# Gabrje (gmina Sevnica)
Gabrje – wieś w Słowenii, w gminie Sevnica. W 2018 roku liczyła 34 mieszkańców.